# Lãnh binh
Lãnh binh (chữ Hán: 領兵, tiếng Anh: Provincial Military Lead) là một chức võ quan phụ tá quan Đề đốc thời Nguyễn Gia Long, và nắm giữ binh quyền một tỉnh bắt đầu từ thời Nguyễn Minh Mạng, trật Chánh tam phẩm.  Cấp trên của Lãnh binh là các chức Chưởng doanh như Đề đốc, Thống chế.  Chức Lãnh binh đồng hạng với chức Chưởng cơ, Chưởng vệ, nắm giữ liên cơ (nhiều cơ khác nhau).  Lãnh binh là chức trên của chức Cai cơ, Quản Cơ hoặc Hiệp quản.
Theo phép chia quân thời Nguyễn, Lãnh binh chỉ huy một liên cơ, khoảng 500 đến 600 lính.  Thời Nguyễn Gia Long, Đề đốc là chức võ quan đứng đầu tại tỉnh.  Thời Minh Mạng, Lãnh binh thay thế Đồ đốc là vị võ quan đứng đầu một tỉnh. Nhưng tại các tỉnh trọng yếu như Hà Nội, Đề đốc vẫn là võ quan cao nhất tỉnh, với hai phụ tá là Lãnh binh và phó Lãnh binh điều hành binh bị.
Tại các tỉnh,Lãnh binh là một trong bốn chức quan (Bố chính / Án sát / Đốc học / Lãnh binh), hợp thành một bộ tham mưu thân cận nhất của Tổng đốc để chỉ đạo hoạt động ở tỉnh và ở các cấp phủ, huyện, tổng, xã và chịu sự điều hành trực tiếp bởi quan Tổng Đốc.

## Các vị Lãnh binh Việt Nam nổi tiếng
Trong lịch sử triều Nguyễn, Lãnh binh Thăng được biết đến là một lãnh tụ phong trào chống Pháp tại Định Tường, Nam Kỳ. Cũng vào cùng thời kỳ này tại Nam Kỳ, một vị Lãnh Binh khác là Lãnh binh Tấn được biết đến là một cộng sự đắc lực với nhà nước Pháp trong việc đàn áp các cuộc khởi nghĩa chống Pháp tại Nam Kỳ.
Dưới thời vua Hàm Nghi, Lãnh binh Mai Lượng là võ tướng, lãnh tụ khởi nghĩa phong trào Cần Vương chống Pháp vào cuối thế kỷ 19 ở vùng hữu ngạn sông Gianh - Quảng Bình.